# 三合镇 (平安县)
三合镇，是中华人民共和国青海省海东市平安区下辖的一个乡镇级行政单位。

## 行政区划
三合镇下辖以下地区：
三合镇社区、三合村、骆驼堡村、东崖头村、西崖头村、冰岭山村、祁新庄村、张其寨村、条岭村、索尔干村、寺台村、新安村、湾子村、仲家村、翻身村、庄廓村、窑洞村、邦业隆村和瓦窑台村。